# HuniePop
HuniePop è un videogioco per adulti, a metà tra un Dating sim e videogioco rompicapo sviluppato e pubblicato da HuniePot. Per il finanziamento il gioco è stato scelto da Kickstarter tramite campagna elettorale e venne pubblicato il 19 gennaio 2015. HuniePop è disponibile in due versioni, una non censurata per Humble Bundle e MangaGamer e una censurata per Steam. La versione censurata può essere ripristinata per aggiungere il contenuto mancante. Il gioco segue le avventure del protagonista maschile mentre corteggia varie donne diverse nella sua città natale.
Il 14 febbraio 2015 HuniePot rilasciò nel gioco un nuovo finale, più definito, che sblocca delle opzioni che rendono più facili per i giocatori compilare il profilo e selezionare le posizioni degli appuntamenti di un personaggio femminile. Per via dei forti contenuti e temi sessuali, Twitch.tv bloccò agli utenti gli streaming dei filmati del gioco, indipendentemente dalla versione.

## Modalità di gioco
Il gameplay si concentra sul giocatore (che può essere maschile o femminile) che interagisce con delle donne diverse, ciascuna delle quali presenta distinte personalità e preferenze. Il giocatore può interagirci per parlarci e fare loro dei regali. In questo modo viene premiato con la moneta del gioco, “Hunie”, che può essere utilizzata per aggiornare le statistiche del giocatore. Queste statistiche gli consentiranno di guadagnare altri punti durante gli appuntamenti, aumentando le loro probabilità di successo.
Per progredire nel gioco, i giocatori devono avere degli appuntamenti con le ragazze, rappresentati da un gioco a tessere con partite da 3 o più gettoni. Il giocatore deve guadagnare abbastanza punti per completare l'appuntamento prima che si esauriscano le mosse. Ogni donna ha un particolare tipo di gettone che piace e non piace, e i giocatori guadagnano più punti con i gettoni favoriti da quella donna. Il giocatore può anche utilizzare oggetti speciali definiti “doni per l'appuntamento” durante questa fase che gli concedono degli effetti positivi per aiutarlo a guadagnare punti. Quando l'appuntamento è finito con successo, il giocatore verrà in seguito premiato con una foto della donna con cui ha avuto l'appuntamento, che progredendo nel gioco si fanno via via più maliziose e piccanti. Dopo tre appuntamenti di successo con la stessa donna, il gioco proietterà ad un appuntamento notturno e, se il giocatore riesce anche in quest'ultimo, potrà portare la donna nella camera da letto per l'ultimo giro di tessere. Diversamente dagli appuntamenti regolari, in questa parte (che rappresenta il rapporto sessuale con la donna) il giocatore avrà mosse illimitate per farla eccitare e dovrà portare l'indicatore al massimo per arrivare all'estasi del piacere.
Il giocatore verrà supportato da Kyu, fatina dell'amore con il solo scopo di rendere il giocatore in un irresistibile conquistatore di donne, dandogli suggerimenti su come interagire con una donna e spiegandogli le meccaniche di gioco.

## Personaggi

### Principali
- Aiko Yumi: una professoressa universitaria di 28 anni. Passa la maggior parte del suo tempo libero a giocare d'azzardo al casinò. In HunieCam Studio fa la cam girl dopo essere stata licenziata per cattiva condotta sessuale con i suoi studenti. Doppiata da Marie Rhys.
- Audrey Belrose: studentessa di college, ha 21 anni. Fa uso di droghe ricreative e le piace fare shopping. Doppiata da Brittany Lauda.
- Beli Lapran: una mite istruttrice di yoga di 23 anni. In HunieCam Studio si è data alla professione di cam girl dopo aver scoperto la sua natura sessuale. Doppiata da Amber Lee Connors.
- Jessie Maye: ha 36 anni e fa la pornodiva, è la madre di Tiffany. Doppiata da Amanda Berning.
- Kyanna Delrio: una parrucchiera di 21 anni, ossessionata col fitness. Madre single latina, ha un figlio dell'età di un anno. Doppiata da Helene Daviau.
- Lola Rembrite: ha 24 anni ed è una hostess che si diverte a giocare a tennis. Doppiata da Kira Buckland.
- Nikki Ann-Marie: una barista di 18 anni che passa il suo tempo coi videogiochi. In HunieCam Studio lavorerà come cam girl dopo aver notato che faceva più visualizzazione su Internet con le sue curve piuttosto che con i videogiochi. Doppiata da Skyler Davenport.
- Tiffany Maye: ha venti anni e studia al college, fa la cheerleader. Figlia di Jessie. Doppiata da Lori Fischer.

### Sbloccabili
- Celeste Luvendass: una donna aliena di 32 anni, sbloccata da una serie di eventi attivabile per mezzo di una rivista pornografica data a Kyu. Doppiata da Sarah Wiedenheft.
- Kyu Sugardust: fata dell'amore di 384 anni e guida del gioco. Una volta capite le meccaniche di gioco può essere sbloccata per gli appuntamenti e finire a letto col protagonista. Farà da guida anche in HunieCam Studio. Doppiata da Jaclyn Hernandez.
- Momo: una nekomimi di un anno (secondo l'età dei gatti) sbloccabile andando al parco e gettando via un sacchetto di pesci rossi. Doppiata da Arden jones.
- Theiatena Venus: dea dell'amore, ha circa 10.000 anni. Il giocatore la potrà sbloccare solamente dopo essere andato a letto con tutte le protagoniste almeno una volta. Doppiata da Tracey-Jane Lovely.

## Critica
HuniePop ha ricevuto il plauso della critica. Hardcore Gamer le dette un voto di quattro su cinque, scrivendo “HuniePop pornograficamente è stato fatto bene, ma è anche un buon videogioco puzzle. Di tanto in tanto le due identità vanno in contrasto, ma per la maggior parte ha dimostrato di essere un buon passatempo”. Kotaku ne fece una recensione positiva, lodando per essere “strategicamente profondo e abbastanza impegnativo da sostituirsi a Candy Crush Saga”, anche se commenta che il gioco mancava di una finitura più forte”. Destructoid ne criticò le conversazioni come prive di varietà pur affermando che “Alla fine questo è un gioco che, pur pieno di problemi, ci è piaciuto un sacco. Un sacco. Infatti, con una migliore scrittura e un po' di cura dei personaggi, potrebbe piacere di più”.

## HunieCam Studio
Nel mese di agosto 2015, HuniePop ha lanciato una campagna su Greenlight Steam per un gioco spin-off, HunieCam Studio. HunieCam Studio è un gioco di simulazione per affari a tema adulto, e presenta alcuni personaggi apparsi in precedenza su HuniePop. Le ragazze del gioco lavorano nel ruolo di cam girl, ovvero quelle ragazze che seducono i propri fan con riferimenti sessuali davanti a una telecamera accesa del loro monitor. I giocatori devono fare in modo di aiutarle nel loro lavoro mantenendo al contempo i bisogni delle ragazze. Rispetto al gioco precedente, Kotaku lo definisce come "estremamente noioso".
Delle ragazze del gioco precedente, ritornano tutte le ragazze umane (non sono presenti Celeste, Venus e Momo). Kyu guiderà ancora una volta i giocatori. Le nuove ragazze introdotte sono:
- Nadia: una russa di 32 anni che offre servizi BDSM a ricchi e potenti uomini europei. Doppiata da Mel Gorsha.
- Lailani: una ragazza che ha lasciato la sua isola nell'Oceano Pacifico e la sua vita rigorosa per poter vivere in piena libertà. Doppiata da Sarah Wiedenheft.
- Marlena: narcisistica ragazza brasiliana bionda di 30 anni. Doppiata da Miranda Gauvin.
- Zoey: una ragazza di 21 anni che si identifica sessualmente come un androide cibernetico. Doppiata da Arden Jones.
- Lillian: una ragazza gotica di circa 18 anni che bazzica nei pressi dei fast food del centro commerciale. Detesta i suoi genitori. Doppiata da Arden Jones.
- Brooke: moglie e madre di 40 anni, ha sposato suo marito per i soldi e, non trovando soddisfazione a letto con lui, fa la cam girl in cerca di attenzioni da parte dei giovani. Nota per le continue operazioni chirurgiche a cui si sottopone. Doppiata da Brittany Lauda.
- Nora: una ragazza cresciuta sulle strade, che si vende per il sesso in cambio di soldi per l'affitto. Doppiata da Samantha Brentmoor.
- Sarah: ha 20 anni e si veste seguendo la moda ganguro dei giapponesi, facendosi chiamare "Suki", amata dai nerd di anime giapponesi nonostante sia di carattere difficile. Doppiata da Amber Lee Connors.
- Renee: ha 25 anni ed è fuggita dalla sua città natale per poter fare l'attrice, e fa la cam girl per iniziare la sua carriera. Doppiata da Michaela Laws.
- Candace: spogliarellista di 24 anni, ha un grande seno rifatto e si gode la vita. Doppiata da Amber Lee Connors.